# Salon des entrepreneurs de Guinée
Le salon des entrepreneurs de Guinée (SADEN) est une rencontre annuel des professionnels et non professionnels du monde entrepreneurial créé en 2019 par Souleymane Camara et organisé les 13 et 14 mars à Conakry.

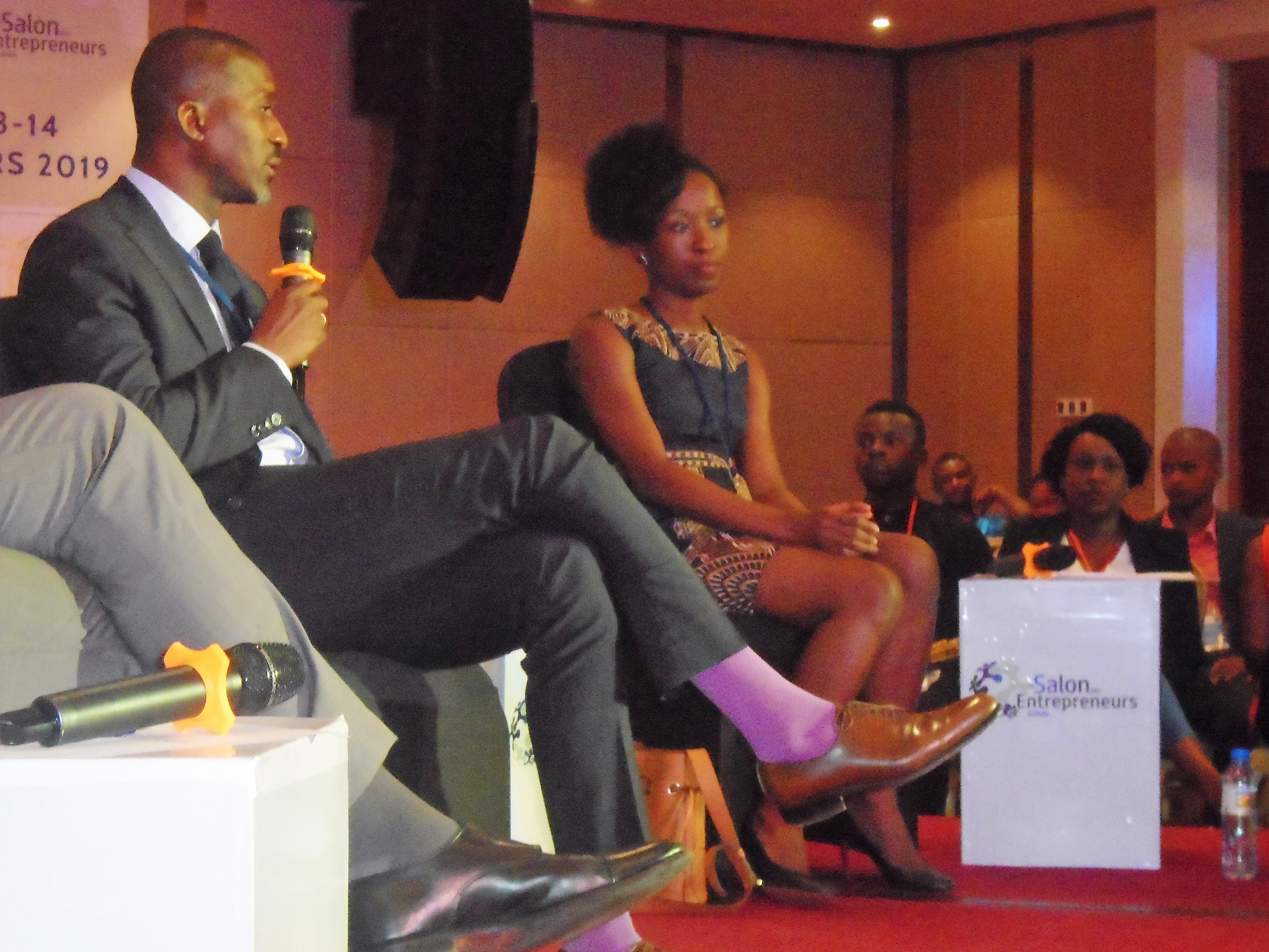
Panel sur l'apport des diasporas à la Guinée.

## Historique
Le salon des entrepreneurs de Guinée est tenu annuellement depuis 2019 ; il regroupe des professionnels et non professionnels du monde entrepreunarial durant 2 jours autour des conférences, ateliers, panels, sessions de formations et rencontres de B2B et de la grande soirée de remise de récompenses à trois jeunes. Les récompenses concernent quatre secteurs d’activité (agriculture, numérique, médias et engagement social) et sont décernées par un jury.
La cérémonie de 2018 a connu la presence du président de la république Alpha Condé et chaque panel a connu la présence d'un ministre d'État.

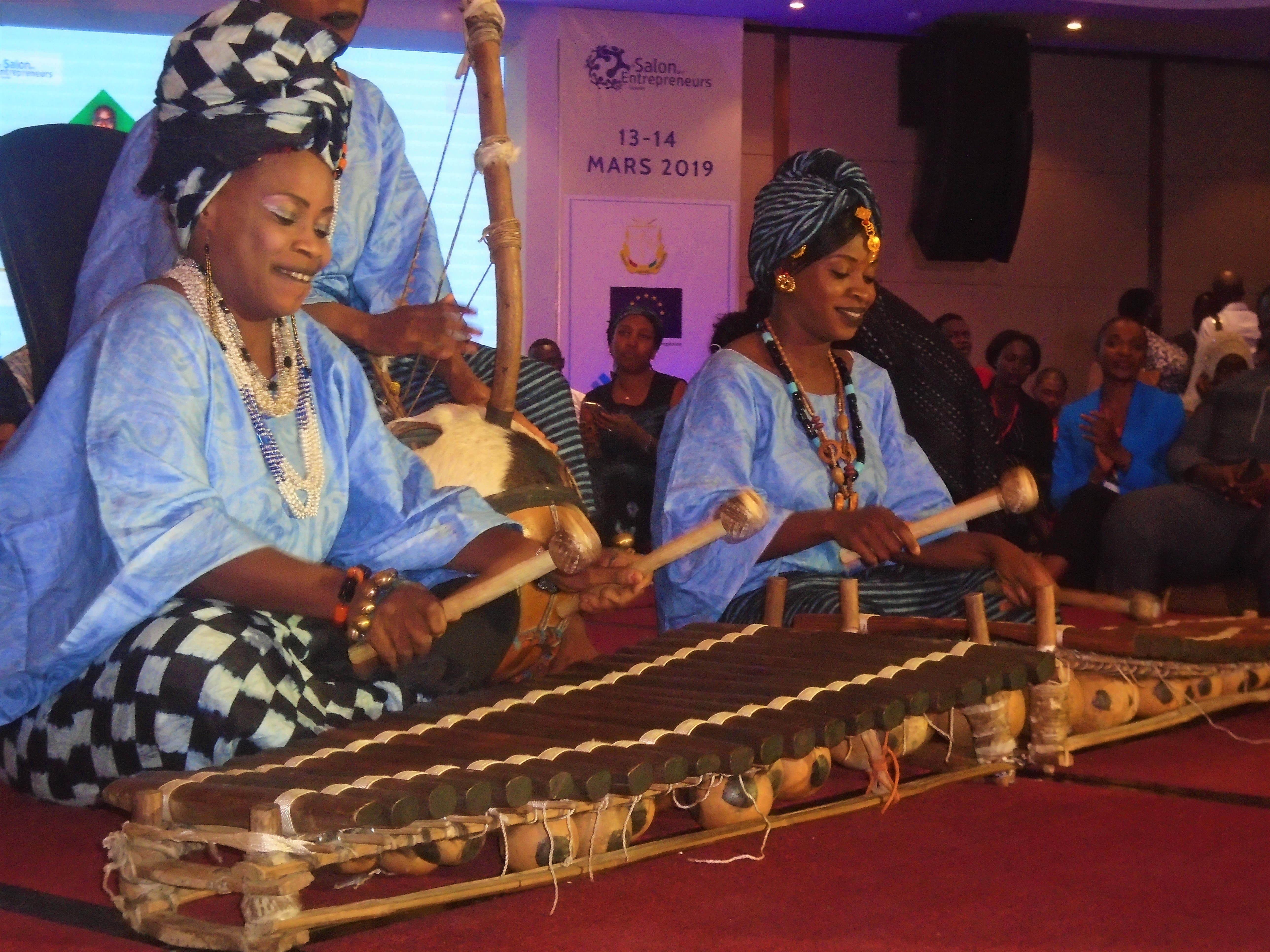

## Reconnaissances

### 2019
| N° | Lauréat               | Structure      | Catégorie           | Projet                                  |
| 1  | Abdourahamane Diallo  | Studio 101     | Tourisme et culture | Cowry Wear                              |
| 2  | Bangaly Bangoura      | Groupe FONIDEV | Agrobusiness        | Dognin Fangnin                          |
| 3  | Mamadou Cellou Diallo | Djawo Tech     | Technologie         | Djawo 2.0 le bracelet qui sauve la vie. |

| N° | Lauréat                | Structure            | Catégorie         |
| 1  |                        |                      | Digital           |
| 2  | Hassatou Lamaranah Bah | l'actualité féminine | médias            |
| 3  | Mariam Mohamed kéita   | Binedou Global       | Engagement social |
| 4  |                        |                      | Agricultures      |

## Galerie

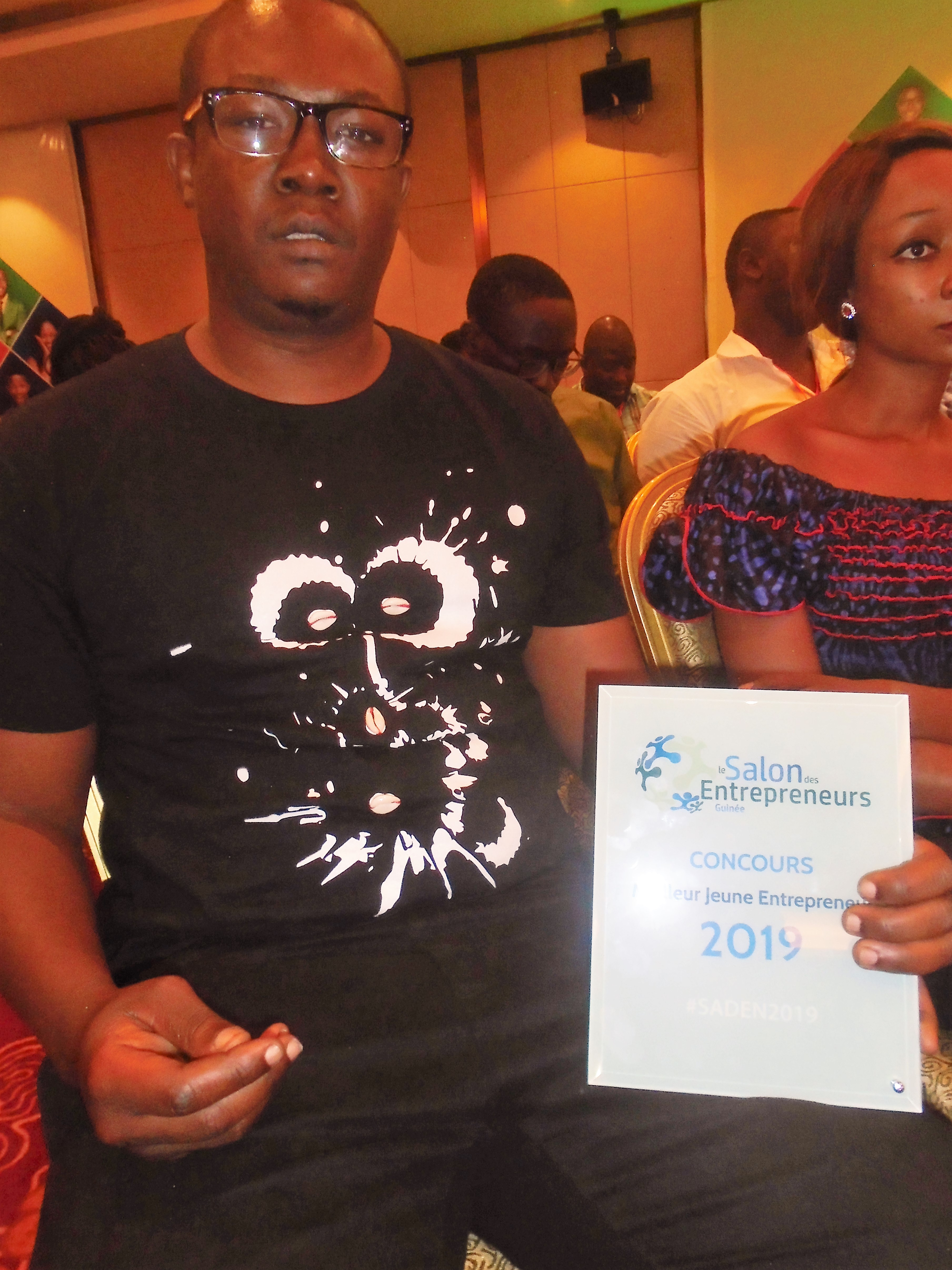
Tourisme & Culture
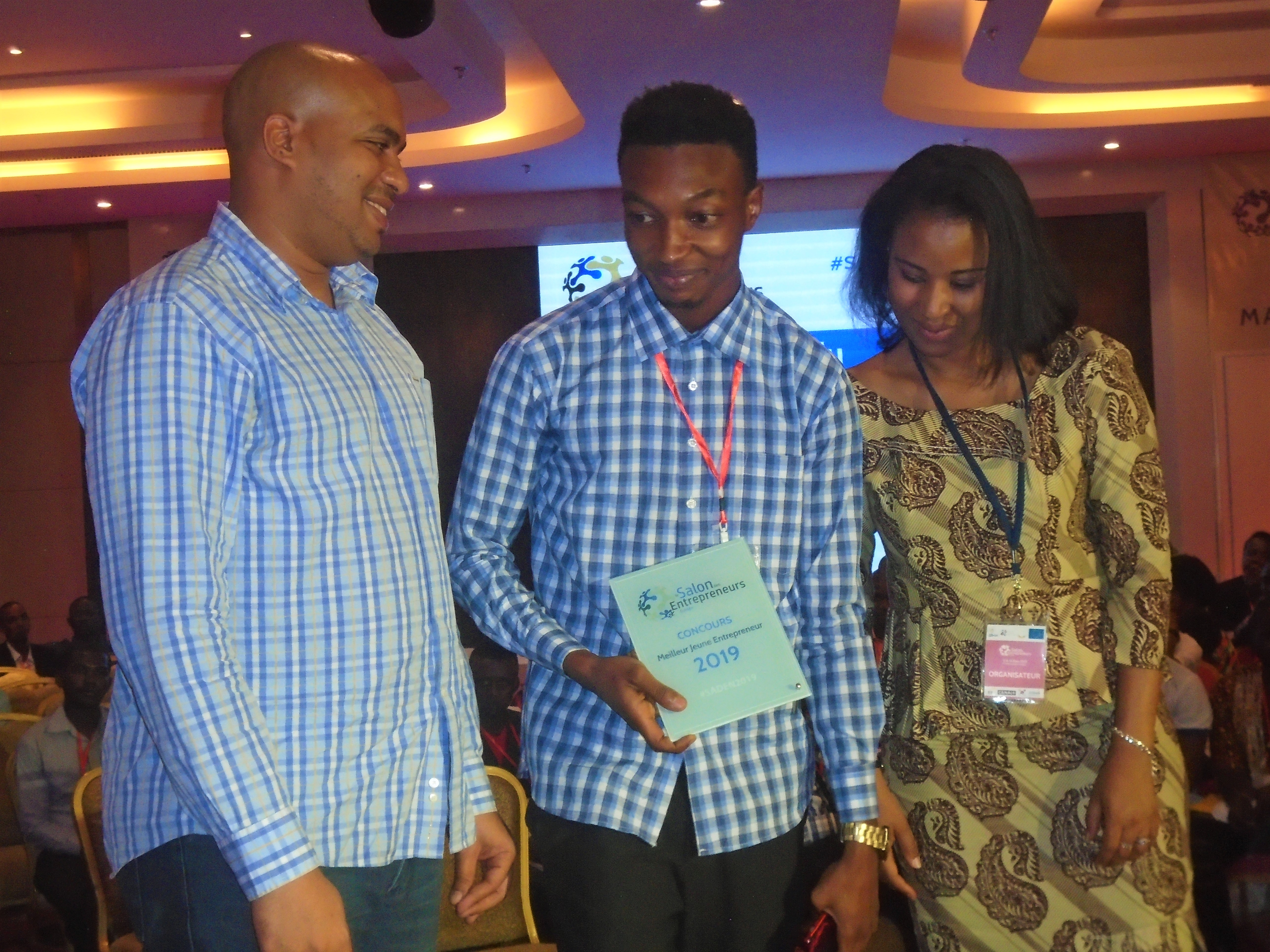
Digital
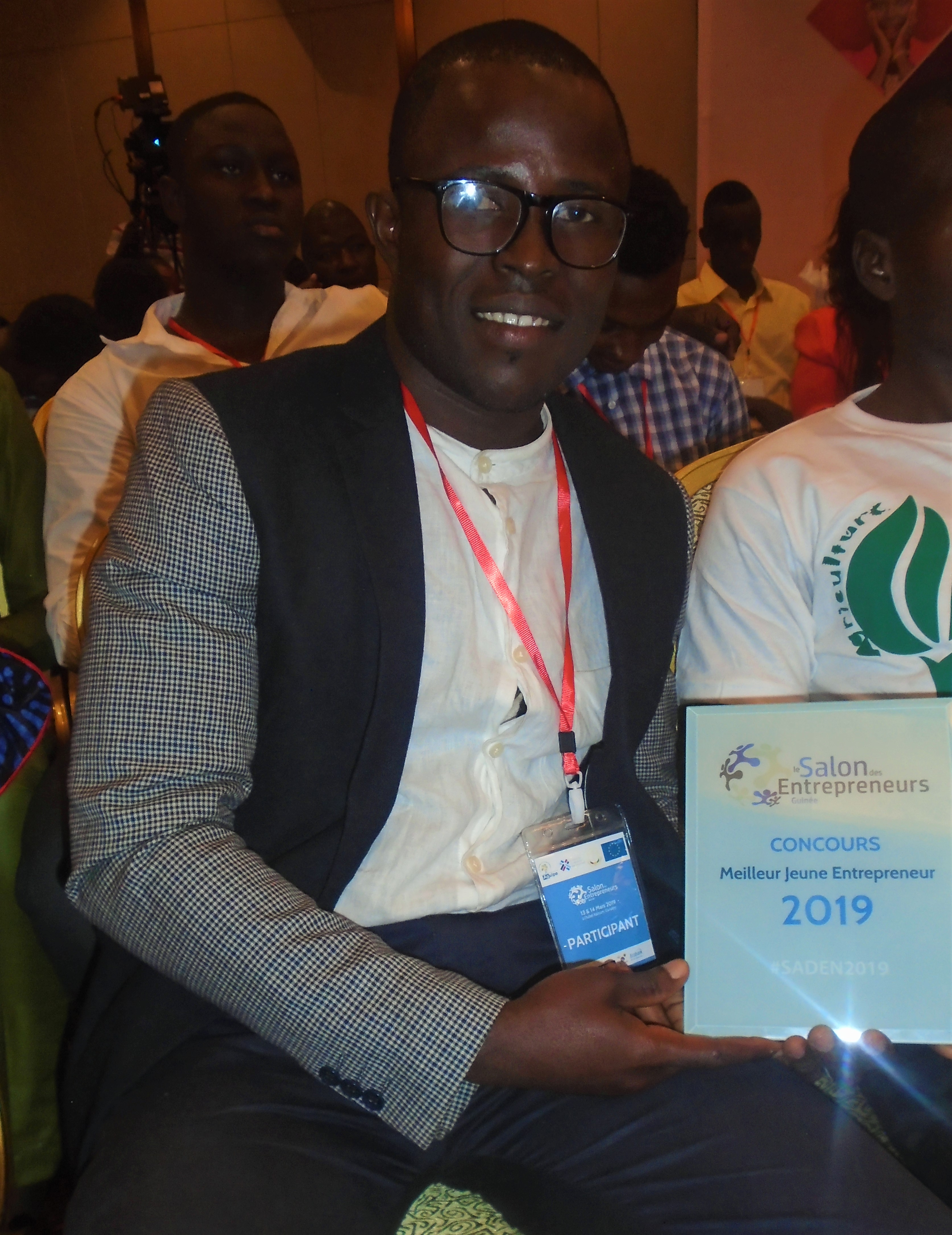
Agriculture